# International Public Partnerships
International Public Partnerships Limited (INPP) ist ein börsennotierter geschlossener Investmentfonds britischen Rechts, der sich international an sogenannten Public Private Partnerships (PPP), also an öffentlichen Aufgaben, beteiligt.

## Hintergrund
International Public Partnerships wurde im November 2006 unter dem Namen Babcock & Brown Public Partnerships durch Babcock & Brown aufgelegt und an der Londoner Börse notiert. Im Zuge der Liquidation von Babcock & Brown erfolgte im Juni 2009 die Umbenennung in International Public Partnerships und der Verkauf der noch in Hand von Babcock & Brown befindlichen Anteile. Gleichzeitig übernahm Amber Fund Management von Babcock & Brown die Verwaltung von INPP. Amber ist aus der Fondsverwaltung der ehemaligen Babcock & Brown hervorgegangen.

## Investments
Im Portfolio befinden sich (Stand 2024) 140 PPP-Projekte in Bereichen wie Straßen, Tunnels, Eisenbahnverkehrsunternehmen, Schulen und öffentliche Gebäude. 72 % dieser Projekte wurden im Vereinigten Königreich umgesetzt. INPP ist u. a. über ihre deutsche Tochtergesellschaft INPP Public Infrastructure Germany GmbH & Co. KG (IPIG) Alleingesellschafter der privatwirtschaftlich organisierten Beteiligungsgesellschaft für Eisenbahnverkehrsunternehmen BeNEX. Bis 2019 hielt das Verkehrsunternehmen Hamburger Hochbahn (HHA) 51 Prozent der Anteile an der BeNEX, die dann auch von INPP übernommen wurden. 2024 hat BeNEX zudem die Holding ATH Rail Transport Beteiligungsgesellschaft Deutschland GmbH mit den Tochtergesellschaften Abellio Rail Mitteldeutschland und WestfalenBahn GmbH von der Niederländischen Staatseisenbahn übernommen.